# Ciklois

A legördülő kör egy kerületi pontja cikloist generál

Általánosan a ciklois olyan görbe, amelyet egy irányított görbén csúszás nélkül legördülő kör egy meghatározott pontja ír le. A gyakorlatban azoknak a cikloisoknak van jelentősége, melyeknél az irányított görbe egyenes, illetve kör.
A cikloisok olyan ruletták, amelyeknél a legördülő görbe kör. Ruletták azok a görbék, amelyeket úgy származtatnak, hogy egy álló görbén csúszás nélkül legördítenek egy másik görbét.

## Csúcsos ciklois
Ha az álló görbe egyenes, az ezen legördülő kör kerületi pontja származtatja a közönséges vagy csúcsos cikloist.

### Egyenlete

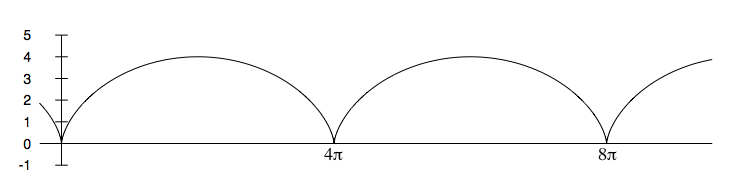
r=2 sugarú kör generálta csúcsos ciklois

Vegyünk egy {\displaystyle r} sugarú kört az {\displaystyle xy}-síkon, melynek {\displaystyle \mathbf {C} } középpontja a {\displaystyle (0,r)} helyen van. Jelöljük ki azt a {\displaystyle {\boldsymbol {\gamma }}} pontját, ahol az {\displaystyle x}-tengellyel érintkezik. Miközben a kör forog, e pont mozgása rajzolja ki a cikloist. Legyen a {\displaystyle t} paraméter a kör {\displaystyle t} szöggel való elfordulása az óramutató járásával megegyező irányba. A {\displaystyle t} elfordulás függvényében az elfordult kör középpontja: {\displaystyle \mathbf {C} (t)=(rt,r)}. Ekkor a középpontpól a megfigyelt {\displaystyle {\boldsymbol {\gamma }}(t)} pontba mutató vektor nem más, mint a középpontból lefelé mutató {\displaystyle (0,-r)} vektor {\displaystyle t} szöggel elforgatva. Felírható, hogy
{\displaystyle {\boldsymbol {\gamma }}(t)-\mathbf {C} (t)=\mathbf {A} (0,-r)},
ahol {\displaystyle \mathbf {A} } a {\displaystyle t} szöggel negatív irányba való elforgatás mátrixa: {\displaystyle \mathbf {A} ={\begin{pmatrix}\cos t&\sin t\\-\sin t&\cos t\end{pmatrix}}}
Átrendezve és behelyettesítve:
{\displaystyle {\boldsymbol {\gamma }}(t)=(-r\sin t,-r\cos t)+(rt,r)=(r(t-\sin t),r(1-\cos t))},
vagy más alakban:
{\displaystyle {\boldsymbol {\gamma }}(t):{\begin{cases}x=r(t-\sin t)\\y=r(1-\cos t)\end{cases}}}.

Ez a görbe mindenhol deriválható, kivéve a csúcspontjaiban, amelyek az x-tengelyen vannak, itt a derivált tart a {\displaystyle \infty } vagy {\displaystyle -\infty }-hez (az érintő függőleges). Kielégíti az alábbi közönséges differenciálegyenletet:
{\displaystyle \left({\frac {dy}{dx}}\right)^{2}={\frac {2r-y}{y}}}
Az iránytangens értéke, ha az érintő szöge {\displaystyle \theta }:
{\displaystyle {\text{tg}}\theta ={\text{ctg}}{\frac {t}{2}}}:

## Területe
Egy {\displaystyle r} sugarú kör által generált ciklois íve parametrikus alakban:
{\displaystyle x=r(t-\sin t)\,}
{\displaystyle y=r(1-\cos t)\,}
a 
{\displaystyle 0\leq t\leq 2\pi }
tartományban. Mivel
{\displaystyle {\frac {dx}{dt}}=r(1-\cos t)}
írható, hogy az ív alatti terület:
{\displaystyle A=\int _{t=0}^{t=2\pi }y\,dx=\int _{t=0}^{t=2\pi }r^{2}(1-\cos t)^{2}\,dt=\left.r^{2}\left({\frac {3}{2}}t-2\sin t+{\frac {1}{2}}\cos t\sin t\right)\right|_{t=0}^{t=2\pi }=3\pi r^{2}.}

## Ívhossza
A ciklois s ívhossza az alábbiak szerint számítható:
{\displaystyle s=\int _{0}^{2\pi }\left(\left({\frac {dy}{dt}}\right)^{2}+\left({\frac {dx}{dt}}\right)^{2}\right)^{1/2}\,dt=\int _{0}^{2\pi }2r\sin(t/2)\,dt=8r.}

### Alkalmazása

Brachisztochron görbe és lejtők összehasonlítása

A ciklois az úgynevezett brachisztochron-probléma megoldása. Ez a probléma annak a görbének a megkeresése, melyen a leggyorsabban legurul súrlódásmentes esetet feltételezve egy golyó az állandónak modellezett nehézségi erő hatására. A golyó mozgásának periódusideje (amíg a golyó az egyik véghelyzetből az ellenkező oldalra gurul és vissza az eredeti pozíciójába) nem függ az indítás magasságától akkor, ha az ellenállásokat elhanyagoljuk.
A valóságos inga lengésideje csak kis kitérések esetén független közelítőleg a kitérítés nagyságától. A valóságban a kitéréstől függ a lengésidő. A ciklois analízise vezette el Huygenst ahhoz a felismeréshez, hogyan lehet pontos, kitérítéstől független lengésidejű (izochron) ingát készíteni.
Műszer fogaskerekeknél (például mechanikus szerkezetű óráknál) többnyire ciklois fogprofilú fogaskerekeket használnak. A ciklois profilú fogaskerék ellenkerekének profilja szintén ciklois. Előnyei között van az, hogy kisebb fogszámú kerekek készíthetőek ciklois fogazással, mint az általában elterjedt evolvensfogazással alámetszés nélkül.

## Története
A cikloist először Nicolaus Cusanus vizsgálta, majd később Marin Mersenne. A görbe nevét Galileo Galileitől kapta 1599-ben. 1634-ben Gilles de Roberval igazolta, hogy a ciklois alatti terület háromszorosa a generáló kör területének. 1658-ban Christopher Wren igazolta, hogy a ciklois ívhossza a generáló kör kerületének négyszerese. A cikloist a geométerek "szép Helenéjének" nevezték, mert a 17. század matematikusai között annyi viszályt szított.

Csúcsos, nyújtott és hurkolt ciklois

## Rokon görbék

Hurkolt és nyújtott hipociklois

A nyújtott ciklois hasonlóan jön létre, mint a csúcsos ciklois, de a pont, melynek nyoma a görbe lesz, nem a generáló kör kerületén, hanem a kör területén belül helyezkedik el. A hurkolt ciklois generáló pontja a kör területén kívül van. Parametrikus egyenletük:
{\displaystyle x=at-e\sin t\,}
{\displaystyle y=a-e\cos t\,}
A hurkolt cikloisnál
{\displaystyle {\frac {e}{a}}=\lambda =>1}
a nyújtott cikloisnál
{\displaystyle {\frac {e}{a}}=\lambda =<1}
A csúcsos, nyújtott és hurkolt cikloist együttesen trochoidnak nevezik. Ha a görbe, melyen a generáló kör legördül, nem egyenes, hanem szintén kör, amely a kör kerületén kívül gördül le, akkor epitrochoidról beszélünk, ha a generáló kör az álló körön belül gördül le, akkor hipotrochoidról beszélünk. Ezek egy speciális fajtája az epiciklois, illetve a hipociklois, melyek csúcsos cikloisok. A nyújtott, illetve hurkolt epicikloisnak és hipocikloisnak nincs külön elnevezése.

### Rajzoló eszköz

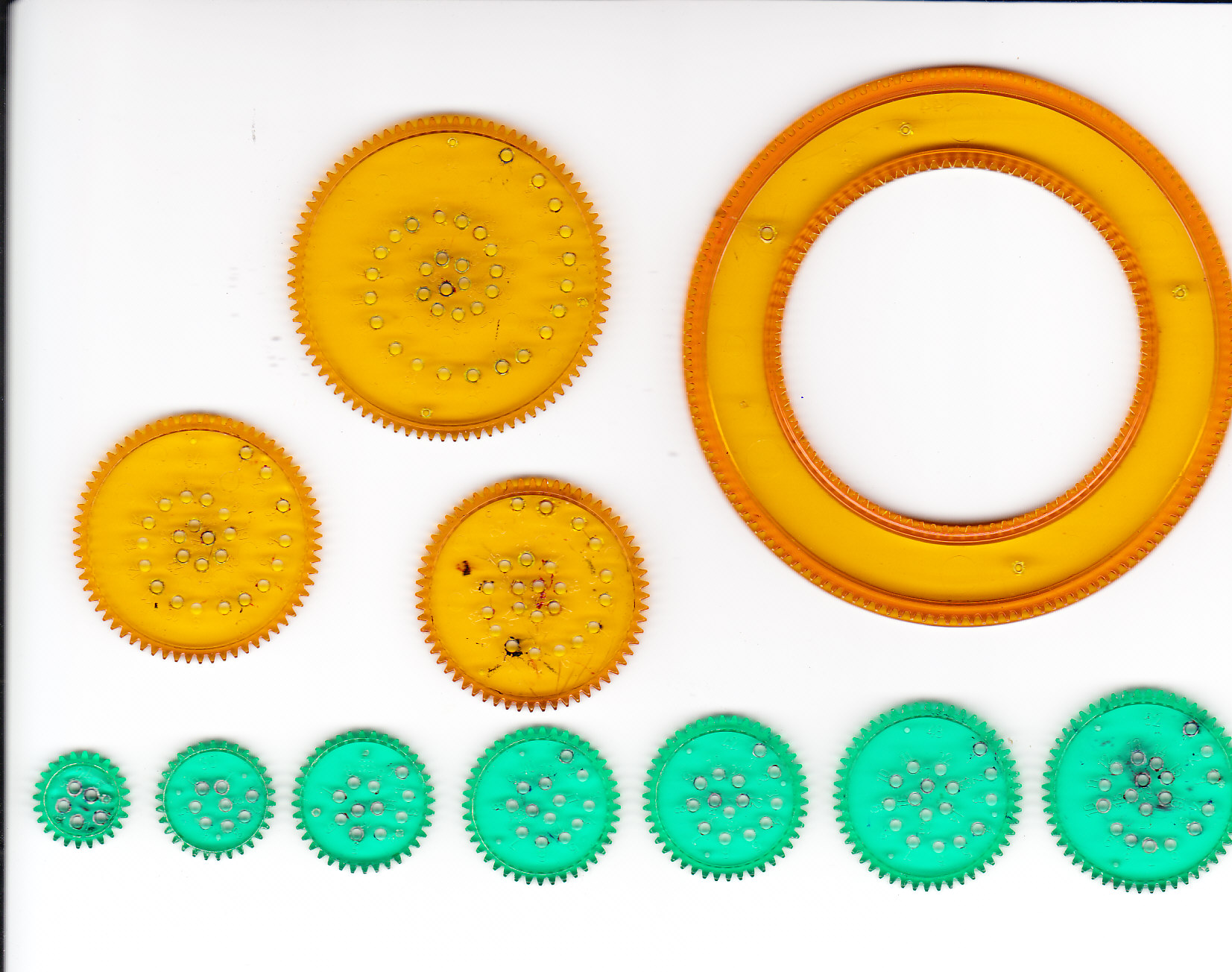
Nyújtott epi- és hipociklois rajzolására alkalmas eszköz

A trochoidok közül a fizikai megvalósítást figyelembe véve a nyújtott cikloisok megvalósítása a legegyszerűbb, mivel ekkor egy körön belüli pontot kell választanunk. A görbét generáló kör csúszásmentes legördülését az elemek fogazásával lehet biztosítani. A mellékelt képen egy 11 darabból álló, különböző fogszámú műanyag körlapból álló készlet látható. Az egyes elemeken több lyuk van a rajzoló ceruzahegy számára. A legnagyobb elem külső-belső fogazással készült; ezt rögzítve a belső fogazás és bármelyik másikkal alkalmas hipotrochoid rajzolására, míg epitrochoidot bármely két elem párosításával rajzolhatunk. Ha valamelyik külső fogazású elemet rögzítjük, akkor a legnagyobb elemet belső fogazatával legördítve egy hurkolt epitrochoidot rajzolhatunk.